# Petung (Dongko)
Petung is een bestuurslaag in het regentschap Trenggalek van de provincie Oost-Java, Indonesië. Petung telt 4929 inwoners (volkstelling 2010).